# Marianki (powiat lipski)
Marianki – wieś sołecka w Polsce położona w województwie mazowieckim, w powiecie lipskim, w gminie Ciepielów.
| SIMC    | Nazwa     | Rodzaj    |
| ------- | --------- | --------- |
| 0617605 | Kolonia   | część wsi |
| 0617611 | Kosów     | część wsi |
| 0617628 | Nowy Dwór | część wsi |

W latach 1975–1998 miejscowość należała administracyjnie do województwa radomskiego.
Wierni Kościoła rzymskokatolickiego należą do parafii Bożego Ciała w Wielgiem.